# Cynthia Cooper
Cynthia Lynne Cooper (nacida el 14 de abril de 1963 en Chicago, Illinois) es una exjugadora de baloncesto estadounidense. Con 1.78 de estatura, su puesto natural en la cancha era el de escolta.
A nivel universitario jugó cuatro temporadas con las USC Trojans, logrando dos campeonatos nacionales en 1983 y 1984, aunque no se graduó.
Luego jugó en el club español Samoa Bétera (1986-87) y los italianos Parma (1987-1994) y Alcamo (1994-1996), obteniendo numerosos premios a mayor anotadora.
A los 34 años de edad, Cooper retornó a Estados Unidos en 1997 a jugar en los Houston Comets de la WNBA, logrando cuatro títulos consecutivos. Promedió 21 puntos por partido, obteniendo además los premios a Jugadora Más Valiosa de las temporadas 1997 y 1998.
Cooper integró la selección de Estados Unidos que ganó los Juegos de la Buena Voluntad y el Campeonato Mundial en 1986, los Juegos Panamericanos de 1987 y los Juegos Olímpicos de 1988.
La jugadora ingresó al Basketball Hall of Fame en 2010.

## Trayectoria
- Universidad del Sur de California (1982-1986)
- Samoa Bétera (1986-1987)
- Basket Parma (1987-1994)
- S.C. Alcamo (1994-1996)
- Houston Comets (1997-2000)
- Houston Comets (2003)